# Raanan Rein

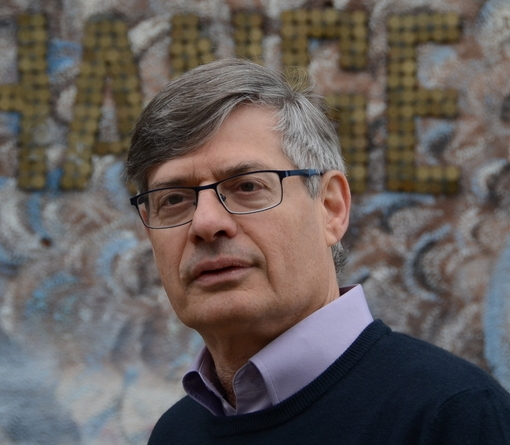
Raanan Rein, Tal Aviv 2019

Raanan Rein (Guivatayim, 1960) es un historiador israelí, a cargo de la cátedra Elías Sourasky de historia española y latinoamericana y exvicepresidente de la Universidad de Tel Aviv. Desde el año 2005 dirige el Centro S. Daniel Abraham de Estudios Internacionales y Regionales en esa universidad. Es miembro correspondiente en Israel de la Academia Nacional de la Historia de la República Argentina (ANH) y fue presidente de la Latin American Jewish Studies Association (LAJSA). El gobierno argentino le ha concedido el título de comendador de la Orden del Libertador San Martín por su aporte a la cultura argentina. El Estado español le otorgó el título de comendador en la Orden del Mérito Civil. Sus investigaciones actuales se centran en la comunidad judía argentina y su relación con el peronismo; el deporte y la política en Argentina; las organizaciones judías de autodefensa en Argentina; y la participación de voluntarios judíos en las Brigadas Internacionales durante la guerra civil española.

## Trayectoria
Raanan Rein nació en la ciudad de Givataim, dentro del área metropolitana de Tel Aviv (Israel), donde cursó estudios en colegio secundario “Shimon Ben Tzvi”. Está casado con la doctora Mónica Esti Rein y es padre de dos hijos. En los años 80 estuvo a cargo de diversos puestos en la prensa y los medios de comunicación israelíes, entre los cuales se cuentan: editor de noticias internacionales de la estación de radio de Galei Tzahal; analista de asuntos internacionales en el periódico Hamishmar; miembro del grupo fundador del diario Hadashot, del que fue el primer editor de la sección internacional. Durante este periodo publicó cientos de artículos y reportajes en un variado número de periódicos y revistas israelíes.

## Vida académica
Simultáneamente a su trabajo como periodista, Raanan Rein completó sus estudios académicos en la Universidad de Tel Aviv. Se graduó en 1986 en dicha universidad con una licenciatura en Ciencias Políticas e Historia. Su tesis doctoral, dirigida por los profesores Shlomo Ben-Ami y Tzvi Medin, analizaba la alianza entre Franco y Perón y las relaciones entre Argentina y España durante la posguerra de la Segunda Guerra Mundial. En 1992, tras obtener su título de doctor en historia, se vinculó al Departamento de Historia de la Universidad de Tel Aviv, y en 2001 alcanzó el grado de profesor titular, designado unos años después como catedrático de historia española y latinoamericana.
Paralelamente a su extensa vida académica, Rein ha mantenido también diversas posiciones administrativas en la Universidad de Tel Aviv. Fue miembro del Comité Ejecutivo de dicha universidad; miembro del Comité de Enseñanza de la Facultad de Humanidades entre 2003 y 2005; es el fundador y director del Centro S. Daniel Abraham de Estudios Internacionales y Regionales desde 2004; fue Vicerrector de la universidad entre 2005 y 2009. Igualmente, el Ministerio de Educación, Cultura y Deporte del Gobierno de España le designó como Miembro del Comité Internacional que evalúa centros de excelencia de la red de universidades españolas. Desde el año 2012 es Vicepresidente de la Universidad de Tel Aviv.
Rein es coeditor de la revista académica Estudios Interdisciplinarios de América Latina y el Caribe (EIAL); editor de la colección de libros en español Nuevas miradas a la Argentina del siglo XX, publicada por Lumière en Buenos Aires; y editor de la colección Jewish Latin America: Issues and Methods, de la editorial Brill. Rein es igualmente miembro del consejo editorial de siete revistas académicas y ha sido editor invitado de números monográficos de diversas revistas, entre ellas History & Memory, Z'manin, Mediterranean Historical Review, y Jewish History. Rein fue profesor visitante en la Universidad de Maryland (College Park), Universidad Emory (Atlanta), y UADE (Buenos Aires).

## Títulos, Premios y honores
A lo largo de los años Raanan Rein ha recibido diversos premios. Fue el primer israelí elegido como miembro de la Academia Nacional de la Historia de la República Argentina. En mayo de 2009 recibió el título de Comandante en la Orden del Libertador San Martín de mano del Gobierno de la República Argentina por su aporte a la cultura del país. En el año 2012 ganó el galardón bianual del Centro Israelí para las Comunidades Latinoamericanas (CICLA) por su contribución al conocimiento de América Latina en Israel. El año siguiente recibió el premio de la Latin American Jewish Studies Association (LAJSA) por el libro que codirigió junto a Adriana Brodsky, titulado The New Jewish Argentina: Facets of Jewish Experiences in the Southern Cone. En 2014 recibió el premio “Dorothy and Elmer Kirsch Distinguished Conference Scholar” por parte de la Hofstra University. En 2016 recibió el premio Reimar Lüst Award (co-sponsored by the Alexander von Humboldt Foundation and the Fritz Thyssen Foundation), siendo éste sugerido por Stefan Rinke; El Estado español le otorgó el título de Comendador en la orden del Mérito Civil; La Universidad de La Plata le otorgó el título de Huésped de Honor Extraordinario; En marzo de 2017, la Legislatura de la Ciudad Autónoma de Buenos Aires lo declaró Huésped de Honor; fue otorgado también el Sello del Bicentenario por el Ente del Bicentenario, Tucumán. En mayo de 2017 Rein recibió el título de doctor honoris causa de la Universidad Nacional de San Martín (UNSAM) en Argentina. En enero de 2020, recibió el título Ufficiale dell'Ordine della Stella d'Italia por el gobierno italiano por su contribución a la promoción de las relaciones académicas y la cooperación entre Italia e Israel.

## Investigación
Entre sus líneas de investigación están América Latina contemporánea; los movimientos populistas latinoamericanos; sociedad y política en Argentina; los judíos en el mundo de habla hispana; las minorías étnicas de Latinoamérica; inmigración e identidades colectivas; historia del siglo XX español. Sus investigaciones más recientes se centran en la comunidad judía argentina y su relación con el peronismo, el deporte y la política en Argentina, las organizaciones judías de autodefensa en Argentina y la participación de voluntarios judíos en las Brigadas Internacionales durante la Guerra Civil Española.
Entre sus publicaciones más destacadas se encuentran:
- The Franco-Perón Alliance: Relations between Spain and Argentina, 1946-1955, University of Pittsburgh Press, Pittsburgh and London, 1993.
- Argentina, Israel, and the Jews: Perón, the Eichmann Capture, and After, University Press of Maryland, 2003.
- In the Shadow of Perón: Juan Atilio Bramuglia and the Second Line of Argentina's Populist Movement, Stanford University Press, 2008.
- Argentine Jews or Jewish Argentines? Essays on Ethnicity, Identity, and Diaspora, Brill, 2010.
- Fútbol, Jews, and the Making of Argentina, Stanford University Press, 2015.

## Publicaciones
Rein es autor y editor de más de treinta libros y más de un centenar de artículos en publicaciones académicas así como capítulos de libros, en diversos idiomas. Entre estas publicaciones:
Libros:
- Adriana Brodsky y Raanan Rein (eds.). The New Jewish Argentina: Facets of Jewish Experiences in the Southern Cone. Boston, MA: Brill, 2013.
- Claudio Panella (eds). La segunda línea. Liderazgo peronista. Buenos Aires: Pueblo Heredero/ Universidad Nacional de Tres de Febrero, 2014.
- David Sheinin y Raanan Rein (eds.). Muscling in on New Worlds: Jews, Sport, and the Making of the Americas. Boston, MA: Brill, 2015.
- Jeffrey Lesser y Raanan Rein (eds.). Rethinking Jewish-Latin Americans. New Mexico: University of New Mexico Press, 2008.
- Rein, Raanan. Argentina, Israel y los judíos: Encuentros y desencuentros, mitos y realidades. Buenos Aires: Ediciones Lumiere, 2001.
- Rein, Raanan. Argentine Jews or Jewish Argentines? Essays on Ethnicity, Identity, and Diaspora. Boston, MA: Brill, 2010.
- Rein, Raanan (ed.). Árabes y judíos en Iberoamérica: similitudes, diferencias y tensiones sobre el trasfondo de las tres culturas. Madrid: Tres Culturas, 2008.
- Rein, Raanan. Fútbol, Jews, and the Making of Argentina. Stanford, CA: Stanford University Press, 2015.
- Rein, Raanan. Franco, Israel y los judíos. Madrid: Consejo Superior de Investigaciones Científicas, 1996.
- Rein, Raanan. Juan Atilio Bramuglia. Bajo la sombra del Lider: la segunda línea del liderazgo peronista. Buenos Aires: Ediciones Lumiere, 2006.
- Rein, Raanan. Peronismo, populismo y política: Argentina, 1943-1955. Buenos Aires: Editorial de la Universidad de Belgrano, 1998.
- Rein, Raanan. La salvación de una dictadura: Alianza Franco-Perón, 1946-1955. Madrid: Consejo Superior de Investigaciones Científicas, 1995.

Artículos:
- Raanan Rein y Ilan Diner. “Miedos infundados, esperanzas infladas, memorias apasionadas: Los grupos de autodefensa judíos en la Argentina de los años sesenta“, ESTUDIOS, Revista del Centro de Estudios Avanzados No. 26 (July – December, 2011): pp. 163-185.
- Rein, Raanan. "El Largo Camino al panteón de héroes: La tardía inclusión de los brigadistas de la Guerra Civil Española en la narrativa nacional Israelí", Revista Digital do NIEJ, Año 4, N. 6, (2012).
- Rein, Raanan. “A Trans-National Struggle with National and Ethnic Goals: Jewish-Argentines and Solidarity with the Republicans during the Spanish Civil War”, Journal of Iberian and Latin American Studies, JILAR, Vol. 20, No. 2, 2014, pp. 171-182.
- Rein, Raanan. "Diplomacy, Propaganda, and Humanitarian Gestures: Francoist Spain and Egyptian Jews, 1956-1968", Iberoamericana, No. 23 (2006): pp. 21-33.
- Rein, Raanan. "Echoes of the Spanish Civil War in Palestine: Zionists, Communists and the Contemporary Press", Journal of Contemporary History, Vol. 43 No. 1 (2008): pp. 9-23.
- Rein, Raanan. "Football, Politics and Protests: The International Campaign against the 1978 World Cup in Argentina" in S. Rinke/K. Schiller (eds.), The Relevance and Impact of FIFA World Cups, 1930-2010, (Goettingen: Wallstein, 2014) pp. 240-258.
- Rein, Raanan. "From Juan Perón to Hugo Chávez and Back: Populism Reconsidered", in Mario Sznajder, Luis Roniger and Carlos Forment (eds.), Shifting Frontiers of Citizenship: The Latin American Experience, (Boston, MA: Brill, 2013) pp. 289-311.
- Rein, Raanan. “The Eichmann Kidnapping: Its Effects on Argentine-Israeli Relations and the Local Jewish Community”, Jewish Social Studies, Vol. 7, No. 3 (2001): pp. 101-130.